# هاين تن هوف
هاين تن هوف (بالألمانية: Hein ten Hoff) مواليد 19 نوفمبر 1919 - الوفاة 13 يونيو 2003 في هامبورغ، كان ملاكم محترف ألماني صنّف ضمن فئة الوزن الثقيل.

## إحصائيات
خاض خلال مسيرته 43 نزالا، فاز في 32 وتعادل في 4 وخسر في 7. فاز بالضربة القاضية في 28 نزالا.

## روابط خارجية
- هاين تن هوف على موقع مونزينجر (الألمانية)
- هاين تن هوف على موقع بوكس ريك (الإنجليزية) (registration required)